# 姚永樸
姚永樸（1861年—1939年），字仲實，晚号蜕私老人，男，安徽桐城人，中国文史学家。

## 生平
出身書香官宦世家。光緒七年（1881年）家貧，赴湖口縣授經。光绪二十年，顺天鄉試举人。客凤阳王鼎丞观察署中，修《两淮盐法志》。光绪二十六年，其父病逝。次年, 远赴广东信宜县，任起凤书院山长。
宣统二年二月，应北京大学之聘，任文科教授。赵尔巽聘为清史馆纂修，1917年辞去北京大学教职。入萧县徐树铮创办的正志学校讲学。1921年南归。1926年，应国立东南大学之聘任教授。1928年秋，安徽大学聘为教授。1939年7月16日，姚永朴卒于桂林寓舍。抗战胜利後，其孙姚墉扶柩归葬於桐城。

## 著作
著有《尚书谊略》28 卷、《叙录》1 卷、《群书答问》1 卷、《诸子考略》18 卷、《群经考略》16 卷、《群儒考略》76 卷、《小学广》12 卷、《史记约选》1 卷、《十三经述要》6卷、《文学研究法》4 卷、《史学研究法》1 卷、《史学举要》7卷、《历朝经世文钞》6 卷、《初学古文读本》2 卷、《论语解注合编》10 卷、《叙录》1 卷。

## 家族
先祖姚文然、姚范、姚鼐等。祖父姚瑩，清文學家，父姚濬昌，同光诗人，姊丈马其昶。

## 友人
友尚秉和。